# Glen Mervyn
Glen Alexander Mervyn  (ur. 17 lutego 1937 w Vancouver, zm. 18 marca 2000 w Kelownie) – kanadyjski wioślarz, srebrny medalista olimpijski.

## Kariera
Wystąpił na igrzyskach olimpijskich w Rzymie w 1960, gdzie Kanadyjczycy w składzie: Donald Arnold, Walter D'Hondt, Nelson Kuhn, John Lecky, David Anderson, Archie MacKinnon, Bill McKerlich, Glen Mervyn i Sohen Biln zdobyli srebrny medal w ósemkach. W finale uplasowali się o 4,34 sekundy za osadą Wspólnej Reprezentacji Niemiec, a o 3,32 sekundy przed Czechosłowacją. Był to jego jedyny start olimpijski. Zarazem był to także jedyny medal zdobyty przez Kanadyjczyków na tych igrzyskach.
W 1958 zdobył złoty medal w ósemkach na igrzyskach Imperium Brytyjskiego i Wspólnoty Brytyjskiej w Cardiff. Rok później zdobył srebro w tej samej konkurencji na igrzyskach panamerykańskich w Chicago.
Kształcił się na Uniwersytecie Kolumbii Brytyjskiej. Po zakończeniu kariery został trenerem. Następnie ukończył studia pedagogiczne na Uniwersytecie Harvarda, Po czym został wykładowcą fizyki i matematyki. Zmarł na raka jelita grubego.